# Steven Erikson
Steven Erikson (Toronto, 7 oktober 1959) is een pseudoniem van de Canadese archeoloog, antropoloog en schrijver Steve Rune Lundin. Hij is het meest bekend vanwege zijn voltooide fantasyserie Spel der Goden (Malazan Book of the Fallen), waarvan al meer dan 250.000 exemplaren zijn verkocht.

## Biografie
Erikson werd geboren in Toronto en opgevoed in Winnipeg. Samen met zijn vrouw en zoon heeft hij een tijd in Engeland gewoond, waarna hij terugkeerde naar Canada. Hij is opgeleid tot antropoloog en archeoloog, en studeerde tevens aan de Iowa Writer's Workshop.
Eriksons eerste boek werd gepubliceerd in 1998 en was getiteld The River Awakens. In 1999 publiceerde hij een fantasyboek genaamd De Tuinen van de Maan, het eerste deel in zijn epische serie Spel der Goden. In 2010 kreeg de serie een eind met het tiende deel, genaamd The Crippled God. De wereld van Malazan bedacht Erikson samen met de schrijver Ian Cameron Esslemont.
In 2012 publiceerde Erikson Forge of Darkness, het eerste deel in The Kharkanas Trilogy, een serie die zich afspeelt voor de gebeurtenissen in Spel der Goden. In 2016 verscheen het tweede deel van deze serie, Fall of Light. Het derde en tevens laatste deel is getiteld Walk in Shadow, maar dit deel is nog niet gepubliceerd.
Zijn boeken, en dan met name die uit de The Kharkanas Trilogy, behandelen vooral filosofische en introspectieve onderwerpen. In zijn beide boekenreeksen komt de schrijver tot de conclusie dat cultuur en beschaving nutteloos zijn.